# Erich Tacke
Erich Tacke (Bad Lauterberg, Alemania, 18 de febrero de 1894 - Unión Soviética, 31 de marzo de 1938) fue un miembro del Partido Comunista alemán que trabajó como agente del NKVD soviético, participando en el secuestro y asesinato de Andrés Nin durante la guerra civil española.

## Primeros años
Entre 1910 y 1914 Tacke estudia gestión bancaria, encontrando trabajo con el Banco Asiático-Ruso, que lo destina en 1914 a su sede de San Petersburgo. Allí le sorprende la I Guerra Mundial y es internado como prisionero de guerra civil. Liberado en 1918 vuelve a Alemania, donde es juzgado por un tribunal militar en Hannover que, por su dominio del ruso, lo envía a la Escuela de Intérpretes Militares de Berlín. En octubre de 1918 decide desertar con la intención de volver a Rusia, pero es capturado en Kaunas (Lituania) y enviado de vuelta a Alemania, donde se afilia al KPD en 1921.

## Estados Unidos, China y Berlín (1923-1936)
Desde 1921 hasta 1923 forma parte del aparato militar del KPD, cuando parte junto a su hermana mayor, Dora, con rumbo a Estados Unidos. En Nueva York viven cinco hermanos suyos y llega a dicha ciudad el 11 de marzo de 1923 a bordo del trasatlántico "York". 
Su rastro se pierde hasta 1927, cuando reaparece trabajando en el consulado soviético de Harbín (China) a las órdenes de Vasili Roschin, un oficial de inteligencia del Ejército Rojo que trabajaba para el INO (Servicio de Inteligencia Exterior de la URSS). 
En el verano de 1932 Roschin es destinado a Berlín como uno de los diez agentes operacionales del NKVD y con el rango de segundo bajo las órdenes de Boris Berman, llevándose a Tacke con él. Tacke es nombrado responsable de una célula clandestina formada por él mismo, su esposa Yunona Sosnovskaya y cuatro personas más, pero debe abandonar el país con rumbo a la Unión Soviética a causa de la captura de un agente soviético en París que estaba en posesión de información sobre su cobertura en Alemania. 
Entre 1932 y 1934 trabaja en Moscú para la Sección Alemana de la Asociación Editorial de Trabajadores Extranjeros (Verlaggenossenschaft Aülandischer Arbeiter). Debido a su condición de nativo alemán y de agente experimentado es enviado de vuelta a Alemania, junto con su esposa, con la misión de penetrar los servicios secretos alemanes aprovechando su amistad con un antiguo amigo, miembro del NSDAP y las SS. Aunque la misión era independiente y secreta, depende del rezident del NKVD en la ciudad, Vasili Zarubin. Tras fracasar en su empeño, es llamado de vuelta a Moscú en 1936.

### Primer juicio en Moscú
El 22 de abril de 1936 Tacke es arrestado y en junio es acusado de espionaje junto a otros dos exiliados alemanes, Herbert Berndt y Kreszentia "Zenzl" Mühlsan. Durante el juicio la acusación cambia a "preparación para llevar a cabo actos de propaganda antisoviética según el artículo 58-11 del Código Penal". Sus dos compañeros son condenados a una corta pena de prisión y él es absuelto. 

## Guerra civil española

### El NKVD en España
En respuesta a la petición de ayuda cursada por el gobierno republicano a la Unión Soviética, Moscú nombra el 21 de agosto a Marcel Rosenberg, diplomático de carrera, como embajador en Madrid. En setiembre de 1936 le sigue el NKVD con un equipo escaso de agentes encabezados por Alexander Orlov, repartidos entre Madrid, Barcelona y Valencia. Dicho equipo estaba formado por dos componentes: 
Por un lado, un grupo de agentes "legales" que operaban con nombres falsos (bajo cobertura diplomática basada en trabajos ficticios en la embajada soviética) integrado por el propio Nikolsky/Orlov, Belkin/Belyaev, Syroezhkin/Pancho, Eitingon/Kotov y Vasilevsky/Grebetsky, destinados permanentemente y complementados por otros agentes "temporales" que se quedaban en España entre unos meses y un año. 
Por otro, trabajando con los anteriores, tres agentes "ilegales", esto es, que operaban sin cobertura de la legación soviética: María Fortus, Grigulevich y el propio Erich Tacke, usados sobre todo en "operaciones especiales" como el secuestro y asesinato de Andreu Nin. Además reclutaron colaboradores sobre el terreno, ya fuese españoles como Luis Lacasa o brigadistas como George Mink.
Aparte, y de manera autónoma, operaban otras ramas de la inteligencia soviética, en particular el RU (inteligencia militar), cuya misión era ayudar al esfuerzo de guerra mediante asesores, especialistas (pilotos, oficiales navales) y la realización de labores de espionaje contra las tropas franquistas. Para ello contaba con muchos más medios, humanos y materiales, que el NKVD, cuya prioridad era la eliminación del "enemigo interno", entendido este como cualquier muestra de disidencia con respecto a la ortodoxia estalinista, especialmente el trotskismo y los anarquistas, a menudo al margen del aparato estatal republicano.

### Tacke y el asesinato de Andreu Nin
Erich Tacke llega a España en mayo de 1937 a las órdenes de Alexander Orlov para realizar "operaciones especiales" con el nombre en clave de "BOM", coincidiendo con la nueva prioridad del NKVD: el enemigo principal ya no era Franco, sino los partidos y militantes troskistas en España. En la Unión Soviética se desarrollaba la Gran Purga y Stalin decidió emplear su servicio secreto para eliminar a sus enemigos, reales o imaginados, también en el extranjero. Sin embargo, el servicio de inteligencia militar (GRU) continuó ayudando en el esfuerzo de guerra republicano y no tuvo relación con la represión estalinista.
A finales de mayo de 1937, Tacke se encuentra en Barcelona, a las órdenes de Iósif Grigulévich, pieza clave de la represión contra troskistas y anarquistas. Forma parte de un equipo de "ilegales" del NKVD junto a María Fortus y Vaupshasov, responsable de un crematorio clandestino instalado en Barcelona construido para hacer desaparecer los cuerpos de los ejecutados. 
El 23 de mayo de 1937, Aleksandr Orlov, jefe del NKVD en España, puso en marcha un plan para incriminar al POUM en una red existente de espionaje franquista en Madrid. Para ello Grigulévich -que escribía español perfectamente- añadió un texto escrito con tinta invisible en el reverso de un mapa de Madrid incautado a la Quinta Columna con el siguiente texto: Al Generalísimo personalmente comunico: En cumplimiento de su orden, fui yo mismo a Barcelona para entrevistarme con el miembro directivo del POUM, "N" (...) me ha prometido enviar nueva gente a Madrid para activar los trabajos del POUM. Con estos refuerzos el POUM llegará a ser un firme y eficaz apoyo (...). Los documentos fueron enviados al Servicio de Contraespionaje de la Comisaría General de Madrid, que informó al ministro del Interior, Julián Zugazagoitia y al director general de Seguridad, el recién nombrado militante comunista coronel Antonio Ortega, que el día 12 de junio libró órdenes de detención contra Nin y la cúpula del POUM.
Para efectuar las detenciones el 14 de junio se trasladaron desde Madrid agentes de la Brigada Especial, a las que se sumó Grigulévich, bajo el nombre de "José Escoy" y con su placa del servicio de seguridad. El día 16 de junio, Andrés Nin fue arrestado en Barcelona, a la salida de una reunión del Comité Central del POUM y trasladado a la sede de la Juventud Comunista Ibérica en el Paseo de Gracia. Acto seguido Nin fue llevado primero a Valencia y luego a Madrid bajo la escolta de los agentes Fernando Valentí, Jacinto Rosell y el propio Grigulévich. En un principio quedó bajo custodia en Atocha, pero unas horas después, a sugerencia de Orlov, fue trasladado a Alcalá de Henares, donde quedó detenido en el chalet perteneciente al diputado Rafael Esparza, asesinado en las sacas de la Modelo en agosto de 1936.
Hasta ese momento, Nin estaba detenido legalmente. Durante los siguientes cinco días fue interrogado por miembros de las fuerzas de seguridad republicanas (no del NKVD) sin que admitiera su implicación en los hechos de los que era acusado. Según Volodarsky, teniendo en cuenta el alto perfil público de Nin es sumamente improbable que fuese torturado, máxime cuando sus custodios, policías regulares, no sabían que iba a ser asesinado.
El 22 de junio, entre las 21:30 y 22:00, un grupo de hombres uniformados, encabezados por un capitán y un teniente (que hablaba español con un fuerte acento extranjero), aparecieron en el chalet exhibiendo documentos falsos firmados por el general Miaja y el coronel Ortega ordenando la entrega del prisionero. El capitán, según los testigos, habló en términos muy cordiales con Nin llamándole camarada; acto seguido los recién llegados redujeron a los guardias y se llevaron a Nin, dejando una cantidad de pruebas que los identificaban fácilmente como agentes franquistas (recibos, fotografías, billetes de la zona sublevada, etc).
De lo que ocurrió a continuación hay un testimonio directo en forma de nota manuscrita del chófer del automóvil, en ruso, en los antiguos archivos del KGB: 

"N. desde Alcalá de Henares en dirección de Perales de Tajuña, a medio camino, cien metros desde la carretera, en el campo. BOM, SCHWED; JUZIK, dos españoles. Firmado: Chófer de Pierre, VIKTOR
Expediente personal de SCHWED (ORLOV), No. 32476, p. 164

En el mismo archivo se encuentra el siguiente documento: 

Acerca de los implicados en el caso NIKOLAI (Nin), los principales participantes son 1- L (borrado) y 2- A (borrado) F (borrado). I (borrado) M (borrado) fue un asistente indirecto. Cuando llevó comida al lugar de detención y le abrieron la puerta, nuestra gente entró en el patio interior (21 líneas borradas) (...) JUZIK (Grigulévich) ha servido como mi interprete en el caso y estaba conmigo en el coche en el que sacamos a Nin
Expediente personal de SCHWED (Orlov), No 32476, p. 101, 24 de julio de 1937

SCHWED es Aleksandr Orlov; JUZIK, Iósif Grigulévich; BOM, Erich Tacke; PIERRE, Naum Eitingon, jefe de la subestación del NKVD en Barcelona. El firmante de la primera nota, el chófer Víctor era Víctor Nezhinsky, antiguo oficial del ejército francés reclutado por el NKVD. La L de la segunda nota es probable que sea por el arquitecto Luis Lacasa, mientras que A. F. podría corresponder a Aurelio Fernández.
Lo más seguro es que el encargado de disparar a Nin en ese "campo situado a cien metros de la carretera entre Alcalá de Henares y Perales de Tajuña" fuese el propio Grigulévich, el agente más experimentado en semejantes tareas.

## Retorno a la Unión Soviética y ejecución
Tras el asesinato de Nin, en junio de 1937, el equipo de ilegales abandonó España para dificultar la investigación puesta en marcha por las autoridades republicanas. Tacke salió del país al mismo tiempo que Grigulevich, pero al llegar a Moscú fue detenido por segunda vez en septiembre junto a su mujer y condenado a muerte. El 31 de marzo de 1938 Erich Tacke fue ejecutado de un disparo en la cabeza a las afueras de Moscú.